# Antunovac (Lipik)
Antunovac je naselje u Republici Hrvatskoj u Požeško-slavonskoj županiji, u sastavu grada Lipika.

## Zemljopis
Antunovac se nalaze zapadno od Lipika, susjedna naselja su Duhovi na sjeveru,  Gaj na istoku, Poljana na jugu te Marino Selo na zapadu.

## Stanovništvo
Prema popisu stanovništva iz 2011. godine Antunovac je imao 363 stanovnika.
| broj stanovnika |       | 800   | 839   | 1410  | 1249  | 1397  | 1310  | 1235  | 1112  | 1564  | 1016  | 805   | 620   | 512   | 422   | 363   | 307   |
|                 | 1857. | 1869. | 1880. | 1890. | 1900. | 1910. | 1921. | 1931. | 1948. | 1953. | 1961. | 1971. | 1981. | 1991. | 2001. | 2011. | 2021. |